# Gomya insularis
Gomya insularis es una especie de coleóptero de la familia Latridiidae.

## Distribución geográfica
Habita en las islas del Océano Índico.